# Eupleurogrammus glossodon
Eupleurogrammus glossodon és una espècie de peix pertanyent a la família dels triquiúrids.

## Descripció
- Pot arribar a fer 70 cm de llargària màxima (normalment, en fa 40).
- Cos molt allargat, comprimit i de color blau acerat amb reflexos metàl·lics (esdevé de color gris argentat després de mort)
- 118-132 radis tous a l'aleta dorsal.
- La línia lateral és gairebé recta i més propera al contorn ventral que al dorsal.
- Aletes anals reduïdes a espínules.[6][7][8]

## Alimentació
Menja crustacis, calamars i peixos (com ara, Atherina, Stolephorus i Leiognathus).

## Hàbitat
És un peix marí, bentopelàgic i de clima tropical (31°N-10°S, 47°E-135°E), el qual viu fins als 80 m de fondària a les aigües costaneres i s'atansa, sovint, a la superfície durant la nit.

## Distribució geogràfica
Es troba al golf Pèrsic, l'Índia, Sri Lanka, Malàisia, Singapur, Indonèsia i Tailàndia.

## Observacions
És inofensiu per als humans i es comercialitza principalment assecat (barrejat amb altres triquiúrids), en salaó o fresc.